# P̀
Cette page contient des caractères spéciaux ou non latins. S’ils s’affichent mal (▯, ?, etc.), consultez la page d’aide Unicode.
P̀ (minuscule : p̀), appelé P accent grave, est un graphème utilisé dans la romanisation de l’alphabet cyrillique ISO 9. Il s’agit de la lettre P diacritée d'un accent grave.

## Représentations informatiques
Le P accent grave peut être représenté avec les caractères Unicode suivants (latin de base, diacritiques), :
| formes    | représentations | chaînes de caractères | points de code | descriptions                                       |
| --------- | --------------- | --------------------- | -------------- | -------------------------------------------------- |
| capitale  | P̀               | P◌̀                    | U+0050 U+0300  | lettre majuscule latine p diacritique accent grave |
| minuscule | p̀               | p◌̀                    | U+0070 U+0300  | lettre minuscule latine p diacritique accent grave |